# Corneliu Bîrsan
Corneliu Bîrsan (n. 16 decembrie 1943, Muntenii de Jos, județul Vaslui – d. 31 august 2024), scris uneori Bârsan, a fost un jurist român, profesor de drept civil, decan al Facultății de Drept a Universității din București în perioada 1990-1998. 
A fost judecătorul desemnat de România la Curtea Europeană a Drepturilor Omului în perioada (1998-2013); el a fost atunci autorul unui recurs la aceeași instanță. În 2017 a fost ales membru corespondent al Academiei Române.

## Lucrări
- Drept civil. Drepturile reale principale, București 2001;
- Convenția europeană a drepturilor omului, 2 vol., București 2005-2006.